# Luigi Gozzoli
Luigi Gozzoli (Verolavecchia, 15 maggio 1957) è un ex calciatore italiano, di ruolo centrocampista.
Attualmente svolge l'attività di procuratore per giovani calciatori.

## Carriera
Ha iniziato nelle giovanili del Bologna. Nel 1975 passa all'Imola dove gioca due stagioni in Serie D. Nel 1977 si trasferisce per una stagione al Riccione in Serie C.
Nel 1978 passa al Como con il quale nel 1979, da titolare, conquista la promozione dalla Serie C alla Serie B, categoria nella quale gioca l'anno seguente ottenendo una nuova promozione stavolta in Serie A dove però non sarà riconfermato.

Gozzoli in azione al Perugia nella stagione 1983-1984
Gozzoli (accosciato, primo da sinistra) all'Arezzo nel 1986-1987

Nel 1980 si trasferisce dunque al Pisa: coi neroazzurri pisani gioca da titolare due anni in Serie B e nel 1982 conquista la promozione in Serie A, la prima dell'era-Anconetani: in massima serie Gozzoli resta due stagioni, nelle quali disputa rispettivamente 26 e 5 partite.
Nell'autunno 1983 passa al Perugia dove milita per due stagioni di Serie B; nel 1985 passa poi all'Arezzo dove resta per altre due stagioni cadette. Chiude la carriera nel 1989 dopo una stagione in Serie C2 nella Pro Patria.
In carriera ha totalizzato 31 presenze in Serie A e 226 (con 4 reti) in Serie B.

## Palmarès
- Campionato italiano Serie C1: 1

Como: 1978-1979 (girone A)
- Campionato italiano di Serie B: 2

Como: 1979-1980
Pisa: 1981-1982